# Juan Andrés Balanta
Juan Andrés Balanta (Caloto, Cauca, Colombia; 3 de marzo de 1997) es un futbolista colombiano. Juega de centrocampista y su equipo actual es el Ararat-Armenia de la Liga Premier de Armenia.

## Clubes
| Club                           | País     | Año         |
| ------------------------------ | -------- | ----------- |
| Deportivo Cali                 | Colombia | 2015 - 2018 |
| Cúcuta Deportivo (préstamo)    | Colombia | 2017        |
| Jaguares de Córdoba (préstamo) | Colombia | 2018        |
| Tauro                          | Panamá   | 2018 - 2019 |
| Oliveirense                    | Portugal | 2019 - 2020 |
| Canelas                        | Portugal | 2020 - 2022 |
| Torreense                      | Portugal | 2022 - 2025 |
| Ararat-Armenia                 | Armenia  | 2025 - act. |

## Palmarés

### Torneos nacionales
| Título          | Equipo         | País     | Año  |
| --------------- | -------------- | -------- | ---- |
| Torneo Apertura | Deportivo Cali | Colombia | 2015 |